# 雅蓬瓦尔
雅蓬瓦尔是巴西米纳斯吉拉斯州的一个市镇。总面积376.371平方公里，总人口8232人，人口密度21.9人/平方公里。